# 希斯克拉雷尼
希斯克拉雷尼，是西班牙加泰罗尼亚巴塞罗那省的一个市镇。总面积37平方公里，总人口29人（2013年），人口密度0.8人/平方公里。当地经济以农业与畜牧业为主。